# キャプテン・スカーレット
『キャプテン・スカーレット』（原題：Captain Scarlet and The Mysterons）は、1967年にジェリー・アンダーソン率いるセンチュリー21プロダクション (the Century 21 Organisation) が製作し、インコーポレイテッド・テレヴィジョン・カンパニー (ITC Entertainment) が配給したイギリスのSF特撮人形劇番組である。全32話。

## 概要

### ストーリー
2068年、地球防衛機構スペクトラムの火星探検隊が火星の異星人ミステロンの基地を発見し、監視カメラを攻撃兵器と誤認して基地を破壊。ミステロンは破壊された物質を復元し、不滅にする力＝ミステロナイズを持っており、火星基地を瞬時に復元した後、地球人を好戦的とみなして絶滅を宣言。火星探検隊の隊長ブラック大尉をミステロナイズして地球に送り込む。地球連邦大統領の護衛に付いたキャプテン・スカーレットもミステロナイズでスパイにされたが、スペクトラムとの戦闘でロンドン展望塔から転落し、そのショックで人間の理性を取り戻す。不死身の力とミステロンを察知する力を得たスカーレットは、スペクトラムの切り札としてミステロンに戦いを挑む。

### 作品の成立
本作は『サンダーバード』の全米セールス失敗の後、その次を担う新機軸として、APフィルムズから改称したセンチュリー21プロダクションとITCによって、更なるアクション・バイオレンスを志向した作品として企画された。
本作は月探検が落ち着いた次の興味の対象として火星に注目する事と、主人公が途中で死ぬという前代未聞の試みを主眼にした。しかし、後者はITCの社長ルー・グレイドに一蹴された。新企画は火星からの敵＝「ザ・ミステロンズ」を表題とし、不死身の主人公を具現化するため、ミステロンに改造されたという設定も試みられたが、最終的に「死んでも死なない」という難解な設定となった。
ミステロンも、想像を超えた敵として姿を現さない存在となった。ジェリーは「実際の戦争は単純な二元論でなく些細なきっかけで始まる」と考え、地球とミステロンの関係も「ミステロンの地球攻撃が始まったのは、地球側が火星探査の際にミステロンの都市を先に攻撃したためであり、ミステロンの地球攻撃を単なる侵略とは決めつけられない」と描いた。作中では主人公がミステロンの攻撃を阻止できず、結果的に敗北するエピソードも多いため、単なる不死身のヒーローの活躍とはなっていない。
従来シンプルでストレートだったアンダーソン作品において、非常に複雑な設定をもった本作は『キャプテン・スカーレット アンド ザ・ミステロンズ』として纏まった。その決定においても、ルー・グレイドの却下を幾度も受けている。
『サンダーバード』では膨大な制作費の回収にマーチャンダイジングが不可欠であったため、それを踏まえて前作以上に玩具化を前提としたメカニックが準備され、ディンキー社やセンチュリー21トイ社から商品が販売された。
以前から人形劇に抵抗を感じていたジェリー・アンダーソンは、本作で「人間に極めて近い人形」の製作を指示した。前作まで頭の内部にあったリップ・シンクロ装置を胴体に仕込み、人間に近いプロポーションを実現したが、クリスティン・グランヴィルら人形師の反発を買い、前作の功労者ジョン・ブルンダールの離脱を招いた。
人形はアップに耐えるべく眼球に虹彩の写真を貼り付ける配慮がなされた。人形を吊るタングステン線が画面に映るのを避けるため、人形の下から操作する方法も採用された。また、ジェリーの実写志向は、第1話の世界政府大統領を「秘密諜報員ジョン・ドレイク」等で人気のパトリック・マクグーハンと契約し、彼に似せた人形を彼に演じさせることを企画したが、この構想は契約の困難から見送られた。
脚本・演出は、センチュリー21グループの多角化のためアラン・パティロら実力派が抜け、新人が跡を埋めたため、APフィルム時代とは趣を異にしている。また、前作後半から強くなったスパイアクション要素が非常に強くなり、半面ゲストメカや未来描写への関心が薄れた。
音楽はバリー・グレイに加え、テーマ曲をジェリーがカーステレオでたまたま聴いた主人公チームと同名のRCAコロムビアのバンド、スペクトラムが演奏し、劇中のコスチュームを着てのプロモーション映像も撮影された。
本作は成功したものの『サンダーバード』をしのぐヒットには至らず、続編の企画もなく次回作『ジョー90』へ移行している。

### 作品史
エピソードは善悪の対決よりは謎解きや、シルヴィア・アンダーソンが『サンダーバード』から盛んに入れ始めたスパイ活劇の要素が強い。
ミニチュアワークを使った特撮に共通して言えることであるが、特撮を使ったシーンには登場人物が映っていないことが多く、初めからちゃんと見ていないとストーリーがよく分からなくなるということが多かった。ましてこの作品では『見えない異星人との戦い』を描いていたため、日本の子供にはストーリーを理解しにくい点が多かったように思われる。前述通り話も映像も「サンダーバード」より地味になったこと、放送時間がまた30分になったことなどから、日本での人気は今ひとつ伸び悩み、前作に続いて鳴り物入りでプラモを発売した今井科学は、会社更生法を適用されるまでに失敗した。また今井科学同様、前作に続いて玩具を販売したバンダイも窮地に陥った。このため、「バンダイ倒産近し」という「黒い噂」が流れる。その火消しとしてバンダイは今井科学の業務を引き継ぎ、自身の経営の安泰をアピールした（ちなみに元今井科学社員によると、バンダイは今井科学の倍の給料だったそうである）。本作以降、「キャラクター玩具は危ない」という認識が玩具業界に根付く。玩具業界がキャラクター玩具に力を入れるようになるのは『仮面ライダー』や『帰ってきたウルトラマン』がヒットした3年後の1971年である。なお、プラモデルが後に「サンダーバード」の名で再発売されている。
当作独自の魅力として、主に了解の応答で使われる "S.I.G." （エス・アイ・ジー）が挙げられる。『海底大戦争 スティングレイ』などの以前のアンダーソン作品にも略号を用いた応答が登場していたが、日本語版製作の過程で明確に訳されなかったため、本作での使用が最も印象的である（『サンダーバード』でも「F.A.B.」が使われたが、トレーシー兄弟間でも徹底されておらず、日本語訳では、結局有名な「はい、パパ！」に落ち着く）。これは "Spectrum Is Green" の略（スペクトラム状況良し、といった意味）だが、逆に "Spectrum Is Red" （ - 状況悪し）を略した "S.I.R." （エス・アイ・アール）もあり、緊急事態を知らせるときなどに使用された。アンダーソン作品のファンクラブでは本作の "S.I.G." と "Thunderbirds Are Go!" とを掛けて "Supermarionation Is Go!" と名づけた会報を発行している。なお、この応答形式は、アンダーソン作品の影響を受けることの多い円谷作品においてもしばしば採り入れられ、『戦え!マイティジャック』（1967年）では "S.M.J!"、『ウルトラマンメビウス』（2006年）では、組織名「GUYS」に因んで "G.I.G!" という形でそれぞれ使われていた。
日本での本放送に合わせて、数々の特撮作品の漫画化を手がけた一峰大二により漫画化されている。
なお、英国では『サンダーバード』を経由して当作が最高人気にある。

### 技術面
人間の俳優ではなく、精巧な人形が演じる「スーパーマリオネーション」で製作された作品。ただし、前作『サンダーバード』までと違い、人形のプロポーションが本作品から七頭身、かつ細部の造形もより精密なものとなった。これは人形のギミックの一部を頭から胴体に移したためで、マリオネットだけでなく、バストショットでは上半身のみで下から動かす人形も使っている。『サンダーバード』も映画とTVシリーズ追加分でこの技術の人形にしたため、若干スマートな人形になっている。
他に目立つものとして、場面転換の演出が挙げられる。「ダ・ドン・ドン・ドドドダン！」のティンパニによるブリッジ曲に合わせて、前後の場面の映像（CM前後のアイキャッチではスペクトラムのマークと）がフラッシュバックするもので、曲のビートを生かして当作特有の緊張感を強調していた。主題歌も英語版と日本版双方でこのティンパニのフレーズをイントロに使っている。
なお、本作は2005年に基本設定を踏襲してジェリー・アンダーソン自身により、フルCGアニメ化された。これについては新 キャプテン・スカーレットを参照。

## 登場する主要なメカ
本作は前作『サンダーバード』で詳細な設定を伴わずに製作され、後に『アニュアル』（センチュリー21社発行の豪華本）でフォローを行った反省から、設計年代、製造費用まで詳細な設定が行われている。しかし、劇中ではほとんど言及されていない。
クラウドベース（スペクトラム基地）
高度4万フィート（12,192メートル）に浮遊する空中基地。広い甲板面は2分割され、一段高い方がエンゼルインターセプター用、低い方がその他の航空機用に使い分けられている。4隅に浮上・推進用のエンジンユニットがあり、その位置を自在に変更できる。劇中に描写された区画としては、司令室、医療室（単なる医務室レベルではなく、脳外科の手術も可能な施設）、会議室、レーダー室、休憩室、パーティールーム、アンバールーム（エンゼルの待機場所）、動力室などがある。なお、アンダーソン作品の影響を受けた日本のテレビ作品『ゼロテスター』や『ウルトラマンガイア』の基地は、デザインがクラウドベースに大変よく似ている。
全長210m、全幅186.2m、大型ホバーエンジン4機、本体前後に推進用エンジン多数装備。太陽電池発電、エレクトロン・レイ追尾アンチ・エアクラフト・ミサイル砲、空対空ミサイル・超音速パラライザー・キャノン砲装備。乗員600名。高空に浮遊するのは、ジェリーによると「第二次大戦の英国本土防空戦で敵迎撃のため、高空に上昇するのに20分要した。最初から高空に待機すれば数分で迎撃できる」というアイデアに基づく。
エンジェルインターセプター（1人乗り迎撃戦闘機）
常時クラウドベースに3機がスクランブル可能な状態で待機。白い機体にデルタ翼（ガルウィングのように外側が下向きに折れている）、機首部に小翼（カナード）を持つ。翼端部と機首のそり（フロート型着陸ギア）で着陸する。クラウドベースからの発進時はカタパルトにより、着艦は斜めにせり上がるプラットフォームに磁力で吸着することで行う。1番目に発進するスクランブル要員は、搭乗した状態で待機、続いて発進する2番機、3番機のコックピット下には気密チューブが繋がれ、直下のアンバールームのエレベータから座席ごと搭乗し、発進する。
全長18.2 m、翼長10.6 m、最高速度4,827 km/h、メインキャノン1、ロケット弾、装甲貫通弾、空対空・空対地ミサイル装備。
第15話（日本語版第10話）では塗装前の機体がミステロナイズされ、エンジェルインターセプター同士の空中戦が展開されている。
追跡戦闘車 (S.P.V. Spectrum Pursuit Vehicle)
非常に強力な装甲と、ロケット砲などの重装備を持っている。通常は2人乗りで、衝突時の安全性を考慮し、座席は後ろ向きになっており、搭乗員はモニター映像を見ながら操縦する（別にある2人分の補助席は前向きである）。また、射出座席による脱出装置も装備している。世界各地に配置され、航空機などで最寄りの保管場所へ急行してから行動をする。保管場所はガソリンスタンド前の路上に駐車されたトラックの中、自動車整備工場、商人の倉庫などがあり、スペクトラムメンバーは利用に際し、IDカードの提示を求められる。当作の代名詞とも言うべき人気メカ。
全長7.62 m、最高時速321.8 km/h、前後に8ローターのヴァンケルロータリーエンジン駆動。エレクトロン・レイ・ディスチャージ・キャノン、レーザー・キャノン装備。
強力装甲車 (M.S.V. Maximum Security Vehicle)
こちらはミステロンに狙われたりする要人を護送する。追跡戦闘車と同様、強固な装甲が施されている。
全長7.31 m、最高時速321.8 km/h、SPVジェットユニットによる4輪駆動。前部ボンネットにキャノン砲、車体前下部に障害物除去ブレード装備。ホバークラフト走行可。登場回数は少ない。
スペクトラム・パトロールカー (S.S.C. Spectrum Saloon Car)
幹部隊員の常用車両。赤色で尖ったアンテナが印象的の5人乗り。
全長5.48 m、最高時速241.3 km/h、ガスタービン。超合金フリートニウム製防弾施工。ファンエクゾースト駆動。前部ボンネットにレーザー・キャノン、ミサイル・サブ・マシンガン、赤外線ビームアイ、長距離監視カメラ装備。
超音速連絡機 (S.P.J. Spectrum Passenger Jet)
隊員・VIP輸送用旅客機。リヒート・ターボ・ジェットエンジン2機搭載、パイロット2名、乗客7名。全長23.8 m、最高速度1,810 km/h、航続距離19,308 km。前進翼の主翼と垂直尾翼を持つ。主翼は90度起き上がってエアブレーキとなり、キャビン全体が脱出可（いずれも本編に登場しない機能）。設定では非武装だが、劇中でミサイルを発射した。
スペクトラム・ヘリコプター
乗員5名。全長13.7 m、最高速度485.9 km/h。劇中では要人警護に出動しただけでなく、ミステロナイズされてエンジェルインターセプターと交戦した。

## スタッフ
- 製作総指揮：ジェリー・アンダーソン
- シリーズ総監督：デズモンド・サンダース（英語版）
- 特撮総監督：デレク・メディングス
- 美術総監督：ボブ・ベル（英語版）
- 音楽：バリー・グレイ

## 日本語版の主題歌
主題歌「キャプテン・スカーレット」
作詞：東北新社企画部 / 作曲：小野崎孝輔 / 歌：西六郷少年合唱団、劇団ひまわり
日本語版の主題歌はジェリー・アンダーソンに無断で作られ、その背景映像も日本語版スタッフが本編の映像を編集して作成した。アンダーソンは日本語版主題歌を初めて聴いた時、「せっかく英語オリジナル版ではかっこいいテーマ曲（歌詞なし）を使っていたのに、子どもに歌わせるなんて、これでは台無しだ」と憤慨した。
イメージソング「キャプテン・スカーレット」
作詞：見尾田瑞穂 / 作曲：バリー・グレイ / 歌：ザ・ワンダース
グレイ作曲のオリジナル・テーマ曲に独自の日本語詞を付けたもの。

## キャラクター（キャスト）
主人公側防衛組織「スペクトラム」では、幹部構成員は色にちなんだコードネームで呼ばれ、コードネームに準じた配色の制服（ベスト・制帽・ブーツ）を着用する。乗用パトロール車も色分けにする予定であったが実現しなかった。
キャプテン・スカーレット
声：フランシス・マシューズ（英）、中田浩二（日）
ミステロンに殺害されて複製されたミステロンの尖兵だが、第1話（キャプテン・スカーレット誕生）終盤でブルー大尉に撃たれて高所から転落した時のショックによりミステロンの支配が消え、何度死んでも復活する不死身の体になった。以後、スペクトラムの切り札的存在となる。原語では同じく「Captain」である他幹部は大尉と訳されるのに対し、タイトルとの関連を強調するため、日本語版でも「キャプテン・スカーレット」で通される。
ブルー大尉
声：エド・ビショップ（英）、羽佐間道夫（日）
スカーレットの親友で、大抵の任務で彼と行動を共にする。操縦技術、特に追跡戦闘車の扱いに長けている。『スペクトラムの暗号をねらえ』で明かされる本名はアダム・スウェンソンである。
グリーン少尉
声：サイ・グラント（英）、野沢那智（日）
原語ではLieutenant Green。主に基地で通信を務めるほか、スカーレットやブルー大尉の補佐に当たることもある。プエルトリコ系黒人。
ホワイト大佐
声：ドナルド・グレイ（英）、真木恭介（日）
原語ではColonel White。スペクトラムの最高司令官にして「円卓から指令を出す隊長」。ただし円卓の一角でなく中央に座る。
ブラック大尉
声：ドナルド・グレイ（英）、加藤精三（日）
スペクトラムのNo.2だったが、部下2名と火星のミステロン基地を調査中、カメラを向けられた事を砲台に狙われていると誤認して先制攻撃したことで、地球人対ミステロンの戦闘のきっかけを作ってしまう。この直後即時に基地を修理したミステロンから「報復にスペクトラム隊員の1人を我々のロボットとする」という宣言を聞かされ、そのまま部下とともに帰還するも地球にこのことを報告後に失踪。以降目撃される彼はミステロンの傀儡で、あちこちで破壊工作などを行い、ミステロナイズ（傀儡化）の手助けをしている。
傀儡はブラック大尉として元々あった能力の他に、追い詰められた際に消滅して逃亡したり、遠方から見つめた人間を失神させるといった超人的な能力も使う。
マゼンタ大尉
声：ゲイリー・ファイルズ（英）、広川太一郎（日）
世界的犯罪組織から転職。
グレイ大尉
声：ポール・マクスウェル（英）、森川公也（日）
世界政府警察から転職。
オーカー大尉
声：ジェレミー・ウィルキン（英）、浦野光（日）
『海底大戦争 スティングレイ』の海底安全パトロール隊であるWASPから転職。
ブラウン大尉
声：チャールズ・ティングウェル（英）、青野武（日）
第1話でスカーレットといっしょに事故に巻き込まれ共に傀儡化、こちらはミステロンによって人間爆弾にされてしまう。
Dr.フォーン
声：チャールズ・ティングウェル（英）、石原良（日）
「ドクター」。制服は皆と同じだが大尉等の階級は無い。
エンジェル編隊
白い飛行服に身を包んだ、全員女性のスクランブルパイロット達。日本のアニメでも珍しくなくなった「戦う女性の集団」だが、製作当時はこの設定だけでSF的な雰囲気を醸し出していた。エンジェルインターセプターで迎撃任務に就く。メンバーは以下の5名。　　
ディスティニー（日本語版ではコンチェルト、以下同）エンジェル
声：リズ・モーガン（英）、来宮良子（日）
原語ではDestiny Angel。エンジェル編隊の編隊長。オリジナル版音声ではフランス訛りの英語で応答や会話をしている。
ラプソディー（ファンタジー）エンジェル
声：リズ・モーガン（英）、武藤礼子（日）
原語ではRhapsody Angel。赤い髪を前で切りそろえた女性。
シンフォニー・エンジェル
声：ジャンナ・ヒル（英）、鈴木弘子（日）
原語でもSymphony Angel。カールしまくった亜麻色の髪の女性。
メロディー（キャロル）エンジェル
声：シルヴィア・アンダーソン（英）、向井真理子（日）
原語ではMelody Angel。浅黒い肌をした黒髪の女性。
ハーモニー（サリー）エンジェル
声：リズ・モーガン → リアン＝シン（英）、増山江威子（日）
原語ではHarmony Angel。アジア系の黒髪の女性。

ミステロン
声：ドナルド・グレイ（英）、大木民夫（日）
火星基地（マーシャンコンプレックス）を地球人に破壊され、復讐を続ける謎の宇宙人。姿を現さず、2つのリング状の光だけを見せながら毎回冒頭で犯行予告を告げる。人間あるいは機械などを一旦破壊・複製（日本語訳では「ロボット」と呼ばれる）して自分達の作戦におけるエージェント、武器として利用する（これらの所業の際、リング状の光が現れる。なお稀に複製した人間が生き残ることもあり、対象の破壊は必須ではない）。またブラック大尉を、乗っている乗用車ごと瞬間移動させることも可能。
ナレーター
声：エド・ビショップ（英、第1話の冒頭のみ）、城達也（日）
原語版には基本的に存在せず、日本語版では低年齢層に対して演出で表現された事柄を明らかにするため第6話から付与されたが、作品の雰囲気を重んじる層には総じて不評である。このナレーションの前段階に当たるものとして、初放送時の第5話「無人戦車ユニトロン」において、たった今トンネル内の衝突事故で死んだはずのストーム大佐とブルックス少佐が、何事も無かったかのように傷一つ無く車でトンネルから走り出てくる場面で、画面の下に「この二人は一度死んだが、ミステロンによってロボットにされて甦った」ことをわざわざ説明するテロップが流れた。

## 放送リスト
日本では、まず1968年1月2日から同年8月27日までTBS系列局で計35回（全32話＋再放送3回）が放送された。森永製菓の一社提供で、毎週火曜 19:00 - 19:30 （日本標準時）に放送されていた。
その後、1971年7月から同年9月まで東京12チャンネル（現・テレビ東京）で、『宇宙大戦争キャプテン・スカーレット』と題しての再放送が行われた。同局での放送時間は毎週木曜 19:30 - 20:00 （日本標準時）。
CS放送普及後の2012年4月からは、スーパー!ドラマTVで完全版が放送された。さらに同チャンネルで2020年3月からはHD完全版として、英国で発売されたブルーレイの映像に日本語吹替音声をつけたものが放送された。2022年4月からの同局での放送では、ブルーレイの映像を用いて新たに製作し直された日本語版オープニングがついた他、字幕放送となっている。
| 制作 番号 | 英国初回 放送話数 | 英国版 DVD話数 | 日本 話数 | 再放送 話数 | 邦題                           | 原題                  | 英国初回 放送日 | 日本初回 放送日 | 監督                   | 脚本                                                 |
| --------- | ----------------- | -------------- | --------- | ----------- | ------------------------------ | --------------------- | --------------- | --------------- | ---------------------- | ---------------------------------------------------- |
| 1         | 1                 | 1              | 1         | 1           | キャプテン・スカーレット誕生！ | The Mysterons         | 1967年9月29日   | 1968年1月2日    | デスモンド・サンダース | ジェリー & シルビア・アンダーソン                    |
| 2         | 2                 | 2              | 2         | 2           | 無人機をストップ！             | Winged Assassin       | 1967年10月6日   | 1968年1月9日    | デイヴィッド・レイン   | トニー・バーウィック                                 |
| 3         | 3                 | 3              | 3         | 3           | 鐘は13なった！                 | Big Ben Strikes Again | 1967年10月13日  | 1968年1月16日   | ブライアン・バージェス | トニー・バーウィック                                 |
| 5         | 4                 | 4              | 4         | 4           | ブラック大尉を探せ！           | Manhunt               | 1967年10月20日  | 1968年1月23日   | アラン・ペリー         | トニー・バーウィック                                 |
| 4         | 13                | 5              | 5         | 5           | 無人戦車ユニトロン！           | Point 783             | 1967年12月22日  | 1968年1月30日   | ロバート・リン         | ピーター・カラン & デイヴィッド・ウィリアムズ        |
| 6         | 8                 | 6              | 6         | 6           | タイムを追え！                 | Operation Time        | 1967年11月17日  | 1968年2月6日    | ケン・ターナー         | リチャード・コンウェイ & スティーブン・J・マティック |
| 7         | 17                | 7              | 7         | 7           | 消えたロケット                 | Renegade Rocket       | 1968年1月19日   | 1968年2月13日   | ブライアン・バージェス | ラルフ・ハート                                       |
| 8         | 6                 | 8              | 8         | 8           | ホワイト大佐を守れ！           | White as Snow         | 1967年11月3日   | 1968年2月20日   | ロバート・リン         | ピーター・カラン & デイヴィッド・ウィリアムズ        |
| 11        | 5                 | 11             | 9         | 9           | 北部地球防衛軍あやうし！       | Avalanche             | 1967年10月27日  | 1968年2月27日   | ブライアン・バージェス | シェイン・リマー                                     |
| 9         | 16                | 9              | 10        | 10          | エンゼル機対ミステロン！       | Seek and Destroy      | 1968年1月5日    | 1968年3月5日    | アラン・ペリー         | ピーター・カラン & デイヴィッド・ウィリアムズ        |
| 10        | 9                 | 10             | 11        | 11          | ミステロン探知機を出せ！       | Spectrum Strikes Back | 1967年11月24日  | 1968年3月12日   | ケン・ターナー         | トニー・バーウィック                                 |
| 12        | 19                | 12             | 12        | 12          | ミニ衛星をとばせ！             | Shadow of Fear        | 1968年2月2日    | 1968年3月19日   | ロバート・リン         | トニー・バーウィック                                 |
| 14        | 21                | 19             | 13        | 13          | 大爆発！                       | Fire at Rig 15        | 1968年2月16日   | 1968年3月26日   | ケン・ターナー         | ブライアン・クーパー                                 |
| 13        | 11                | 16             | 14        | 14          | にせミステロンあらわる！       | The Heart of New York | 1967年12月8日   | 1968年4月2日    | アラン・ペリー         | トニー・バーウィック                                 |
| 17        | 7                 | 13             | 15        | 15          | 地球の翼を守れ！               | The Trap              | 1967年11月10日  | 1968年4月9日    | アラン・ペリー         | アラン・パティロ                                     |
| 16        | 12                | 15             | 16        | 16          | ミステロン基地発見！           | Lunarville 7          | 1967年12月15日  | 1968年4月16日   | ロバート・リン         | トニー・バーウィック                                 |
| 22        | 18                | 21             | 17        | 17          | ミステロン基地を爆破せよ！     | Crater 101            | 1968年1月26日   | 1968年4月23日   | ケン・ターナー         | トニー・バーウィック                                 |
| 19        | 20                | 22             | 18        | 18          | スペクトラム基地あやうし！     | Dangerous Rendezvous  | 1968年2月9日    | 1968年4月30日   | ブライアン・バージェス | トニー・バーウィック                                 |
| 21        | 15                | 17             | 19        | 19          | 裏切り者は誰だ！               | Traitor               | 1968年1月4日    | 1968年5月7日    | アラン・ペリー         | トニー・バーウィック                                 |
| 18        | 14                | 18             | 20        | 20          | ファッションショーをねらえ！   | Model Spy             | 1967年12月29日  | 1968年5月14日   | ケン・ターナー         | ビル・ヘドリー                                       |
| 24        | 23                | 26             | 21        | 21          | アルプス上空の危機！           | Flight 104            | 1968年3月1日    | 1968年5月21日   | ロバート・リン         | トニー・バーウィック                                 |
| 23        | 24                | 27             | 22        | 22          | 天使を救え！                   | Place of Angels       | 1968年3月8日    | 1968年5月28日   | レオ・イートン         | レオ・イートン                                       |
| 25        | 28                | 30             | 23        | 23          | ヨーロッパ作戦                 | Codename Europa       | 1968年3月21日   | 1968年6月4日    | アラン・ペリー         | デイヴィッド・リー                                   |
| 30        | 31                | 31             | 24        | 32          | ミステロン宇宙船あらわる！     | Attack on Cloudbase   | 1968年5月5日    | 1968年6月18日   | ケン・ターナー         | トニー・バーウィック                                 |
| 26        | 26                | 20             | 25        | 24          | 海底基地を爆撃せよ！           | Flight to Atlantica   | 1968年3月24日   | 1968年6月25日   | レオ・イートン         | トニー・バーウィック                                 |
| 31        | 30                | 25             | 26        | 25          | 地獄の猛火！                   | Inferno               | 1968年4月16日   | 1968年7月2日    | アラン・ペリー         | トニー・バーウィック & シェイン・リマー              |
| 27        | 25                | 23             | 27        | 26          | 北極の死闘！                   | Noose of Ice          | 1968年3月12日   | 1968年7月9日    | ケン・ターナー         | トニー・バーウィック                                 |
| 20        | 10                | 14             | 28        | 27          | アメリカ大陸を救え！           | Special Assignment    | 1967年12月1日   | 1968年7月23日   | ロバート・リン         | トニー・バーウィック                                 |
| 32        | 32                | 32             | 29        | 28          | スペクトラムの暗号をねらえ！   | The Inquisition       | 1968年5月12日   | 1968年7月30日   | ケン・ターナー         | トニー・バーウィック                                 |
| 15        | 29                | 29             | 30        | 29          | 大統領を守れ！                 | The Launching         | 1968年4月2日    | 1968年8月6日    | ブライアン・バージェス | ピーター・カラン & デイヴィッド・ウィリアムズ        |
| 29        | 28                | 28             | 31        | 30          | 原子炉爆発寸前！               | Expo 2068             | 1968年3月26日   | 1968年8月13日   | レオ・イートン         | シェイン・リマー                                     |
| 28        | 22                | 24             | 32        | 31          | 地球の首都を救え！             | Treble Cross          | 1968年2月23日   | 1968年8月27日   | アラン・ペリー         | トニー・バーウィック                                 |

## 放送局
特筆の無い場合は全て同時ネット。
本放送
- TBS
- 青森放送[16]
- 岩手放送[16]
- 秋田放送[16]
- 山形放送[17]
- 東北放送[17]
- 福島テレビ：金曜 18:15 - 18:45（1968年1月5日 - 1968年4月12日）→ 火曜 19:00 - 19:30（1968年4月16日から）[18]
- 新潟放送[19]
- 北日本放送[19]
- 北陸放送[19]
- 福井放送[19]
- 中部日本放送[20]

再放送（東京12チャンネル）
- 東京12チャンネル

## 日本でのコミカライズ
日本では以下の小学館刊の雑誌に連載されていた。
- 週刊少年サンデー（作画：江波譲二）
- 小学館コミックス
  - 1968年（作画：中城けんたろう）
- 学年別学習雑誌
  - 小学一年生
    - 1967年12月号 - 1968年3月号（絵物語、作画：梶田達二）
    - 1968年4月号 - 7月号（作画：中城けんたろう）

  - 小学二年生
    - 1967年12月号 - 1968年5月号（作画：静岡けんじ）
    - 1968年4月号 - 7月号（作画：あすなひろし）

  - 小学三年生
    - 1967年12月号 - 1968年7月号（作画：森藤よしひろ / 構成：平井和正）

  - 小学四年生
    - 1967年12月号 - 1968年4月号（作画：江波譲二）
    - 1968年5月号 - 7月号（作画：スタジオZ）

  - 小学五年生
    - 1967年12月号 - 1968年4月号（作画：宮谷一彦）
    - 1968年5月号 - 7月号（作画：江波譲二）

  - 小学六年生
    - 1967年11月号 - 1968年3月号（作画：園田光慶 / 脚本：梶原一騎）
- 幼稚園
  - 1967年12月号 - 1968年3月号（作画：伊東秀行）
  - 1968年4月号 - 7月号（作画：中城けんたろう）
- よいこ
  - 1968年4月号 - 7月号（作画：マキノプロ、天馬正人）
- 小学館の絵本

このほか、集英社刊の月刊誌『少年ブック』にも旭丘光志の作画で連載された。

### 注
1. ↑  「北部地球防衛軍あやうし！」など
2. ↑  以上、第1話の冒頭場面とホワイト大佐から大統領への説明より。
3. 1 2  「ファッションショーをねらえ！」より
4. ↑  「ホワイト大佐を守れ！」
5. ↑  「地球の首都を救え！」では心臓が止まったオリジナルの人間が、偶然通りかかった医師によって蘇生されてもミステロンの傀儡は別に存在し、これと無関係に破壊された。
6. ↑  再放送されたものは第23話「ヨーロッパ作戦」の次週に第5話「無人戦車ユニトロン！」、第27話「北極の死闘！」の次週に第10話「エンゼル機対ミステロン！」、第31話「原子炉爆発寸前！」の次週に第13話「大爆発！」の3本。

## 前後番組
| TBS系列 火曜19:00枠 【森永製菓一社提供枠】       | TBS系列 火曜19:00枠 【森永製菓一社提供枠】                | TBS系列 火曜19:00枠 【森永製菓一社提供枠】 |
| 前番組                                           | 番組名                                                    | 次番組                                     |
| ------------------------------------------------ | --------------------------------------------------------- | ------------------------------------------ |
| 冒険ガボテン島 （1967年4月4日 - 1967年12月26日） | キャプテン・スカーレット （1968年1月2日 - 1968年8月27日） | サスケ （1968年9月3日 - 1969年3月25日）    |